# مرگ علی اسماعیل‌زاده
علی اسماعیل‌زاده (۱۸ مهر ۱۳۴۹ – ۹ خرداد ۱۴۰۱) سرهنگ نیروی قدس سپاه پاسداران بود که در روز دوشنبه نهم خردادماه ۱۴۰۱ در اثر سقوط از بالکن خانه خود در کرج به بیمارستان شهید مدنی کرج منتقل شد. پزشکان پس از معاینه برای او گواهی فوت صادر کردند.

## انعکاس در رسانه‌ها
برای اولین بار، این خبر را ایران اینترنشنال منتشر کرد. بر اساس این خبر، یکی از فرماندهان نیروی قدس سپاه پاسداران که «از همکاران نزدیک» صیاد خدایی بوده، به طرز مشکوکی فوت کرده است. شبکه ایران اینترنشنال با انتشار گزارشی، از «حذف فیزیکی» یک سرهنگ نیروی قدس سپاه پاسداران به ظن جاسوسی و دست داشتن در ترور حسن صیاد خدایی خبر داد.
کانال عماریون از ترور یک عضو نیروی قدس خبر داده بود ولی با حذف این خبر، علت مرگ سرهنگ اسماعیل‌زاده را خودکشی اعلام کرد.‌ اما صابرین‌نیوز (نزدیک به نیروی قدس) در توییتر، مدعی شد که علت فوت هنوز مشخص نشده‌است.
خبرگزاری ایرانا در واکنش به خبر‌ حذف فیزیکی یکی از نیروهای سپاه، توسط خود سپاه نوشت: «یکی از پاسداران در سانحه‌ای در منرل مسکونی خود جانش را از دست داده است.» این خبرگزاری، سناریو ترور را به طور کلی رد کرد.
نیویورک‌تایمز در ۱۵ خرداد در گزارشی با موضوع مرگ علی اسماعیل‌زاده در کرج، به‌نقل از دو مقام ارشد دفاعی اسرائیل گفت که اسرائیل در مرگ او نقش نداشته است. در این گزارش آمده است که اسماعیل‌زاده از همکاران نزدیک حسن صیاد خدایی بوده است.